# Tyszowce
Tyszowce is een stad in het Poolse woiwodschap Lublin, gelegen in de powiat Tomaszowski. De oppervlakte bedraagt 18,52 km², het inwonertal 2359 (2005).

## Verkeer en vervoer
- Station Tyszowce